# El Catllar
El Catllar – gmina w Hiszpanii, w prowincji Tarragona, w Katalonii, o powierzchni 26,48 km². W 2011 roku gmina liczyła 4164 mieszkańców.